# CHILD-Syndrom
Das CHILD-Syndrom ist eine sehr seltene zu den Genodermatosen gehörige angeborene Erkrankung mit den Hauptmerkmalen einer nur eine Körperhälfte betreffenden Erythrodermie, gleichseitigen Fehlbildungen von Gliedmaßen und Anomalien Innerer Organe.
Das Akronym steht für Congenitale Hemidysplasie mit Ichthyosiformen Naevi und Limb (Gliedmaßen) Defekten.
Synonyme sind: Hemidysplasie, kongenitale - Erythroderma ichthyosiformis – Gliedmaßenanomalien; englisch Ichthyosiform Erythroderma, Unilateral, With Ipsilateral Malformations, Especially Absence Deformity Of Limbs
Die Bezeichnung wurde im Jahre 1980 durch den deutschen Dermatologen Rudolf Happle geprägt.
Die Erstbeschreibung stammt aus dem Jahre 1968 durch den US-amerikanischen Humangenetiker Arthur Falek und Mitarbeiter.

## Verbreitung
Die Häufigkeit wird mit unter 1 zu 1.000.000 angegeben, die Vererbung erfolgt großteils X-chromosomal dominant.
Bislang wurden etwa 60 Patienten beschrieben. Fast alle Betroffenen sind weiblich.

## Ursache
Der Erkrankung liegen für das männliche Geschlecht meist letale Mutationen im NSDHL-Gen an der Genort Xq28 zugrunde, welches für ein an der Cholesterinbiosynthese beteiligtes Enzym kodiert.

## Klinische Erscheinungen
Klinische Kriterien sind:
- Beginn ab Geburt oder den ersten Lebensmonaten
- Halbseitige ichthyosiforme Dermatitis (gelbe Flecken) mit Erythem, besonders in den Hautfalten. Das Gesicht ist meist nicht betroffen.
- Fleckförmige Mitbeteiligung der Gegenseite möglich
- Häufig krallenartige Nageldystrophie mit umschriebenen Hyperkeratosen
- Ipsilateral punktförmige Verkalkungen der Epiphysen in den ersten Lebensmonaten (auf dem Röntgenbild), Hypoplasie oder Aplasie von Skelettanteilen
- Anomalien an Herz, Nieren (Hydronephrose, Nierenagenesie), Lunge (Lungenhypoplasie)

Hinzu können Skoliose, Gelenkkontrakturen und weitere Veränderungen kommen.

## Differentialdiagnose
Abzugrenzen sind:
- Conradi-Hünermann-Syndrom
- Syndrom des linearen Naevus sebaceus[6]
- Inflammatorischer lineärer verruköser Epidermalnaevus